# Wordplay
Wordplay is een documentaire over het Amerikaans Puzzelkampioenschap (ACPT) van 2005. De film uit 2006 werd geregisseerd door Patrick Creadon. De film volgt Will Shortz, de redacteur van het kruiswoordpuzzel New York Times, kruiswoordontwerper Merl Reagle, en vele andere bekende kruiswoordoplossers. Bij het 28e jaarlijkse Amerikaanse Kruiswoordpuzzeltoernooi kunnen de topspelers een prijs van $ 4000 winnen. Kruiswoordpuzzelmaker Merl Reagle vertelt in de film over zijn manier van denken, terwijl hij een nieuwe puzzel maakt. Daarbij geeft hij inzicht in de taalkundige structuren bij het maken van puzzels.
Regisseur Patrick Creadon gebruikt puzzeldiagrammen waarbij de probleemgebieden zijn gemarkeerd, waarna de letters van de oplossing worden ingevuld. In een montage toont hij de beroemde deelnemers terwijl ze bezig zijn. Tijdens de finaleronde is hun voortgang te zien op drie enorme kruiswoordpuzzels op een podium.

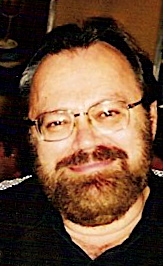
Merl Reagle

De film toont de grote groep fans die dagelijks kruiswoordpuzzels maakt, waaronder de vermaarde maker van de kruiswoordpuzzels in The New York Times, Will Shortz. Maar ook bekende liefhebbers van de New York Times-puzzel, waaronder Bill Clinton, Bob Dole, Jon Stewart en de Indigo Girls. 
Wordplay bevat het themalied Every Word, dat werd geschreven en uitgevoerd door Gary Louris van The Jayhawks. De Wordplay DVD bevat een muziekvideo van ‘’Every Word’’.

## Deelnemers
De film richt zich op de volgende kruiswoordpuzzelaars:
- Ellen Ripstein: redacteur woonachtig in New York en 2001 ACPT-kampioen.
- Trip Payne: professionele puzzelmaker die in South Florida woont en driemaal ACPT kampioen werd. Hij behaalde het record als de jongste kampioen na het winnen van het toernooi in 1993 op 24-jarige leeftijd.
- Tyler Hinman: student aan het Rensselaer Polytechnic Institute in Troy, New York. Bij de ACPT in 2005 daagde hij Trip Payne uit voor de titel 'jongste kampioen ooit'.
- Jon Delfin: pianist in New York en zeven keer ACPT kampioen.
- Al Sanders: projectmanager bij Hewlett-Packard in Fort Collins, Colorado. Hij was meermalen finalist bij de ACPT.

## Simpsons
In 2008 was een aflevering van The Simpsons, Homer and Lisa Exchange Cross Words, gebaseerd op de film. James L. Brooks kreeg de inspiratie voor de aflevering na het kijken naar Wordplay. De aflevering is geschreven door Tim Long, en werd geregisseerd door Nancy Kruse. De gastsprekers van het kruiswoordpuzzel zijn Merl Reagle en Will Shortz als zichzelf.